# Peltophorum dubium
Peltophorum dubium är en ärtväxtart som först beskrevs av Spreng., och fick sitt nu gällande namn av Paul Hermann Wilhelm Taubert. Peltophorum dubium ingår i släktet Peltophorum och familjen ärtväxter. Inga underarter finns listade i Catalogue of Life.

## Bildgalleri

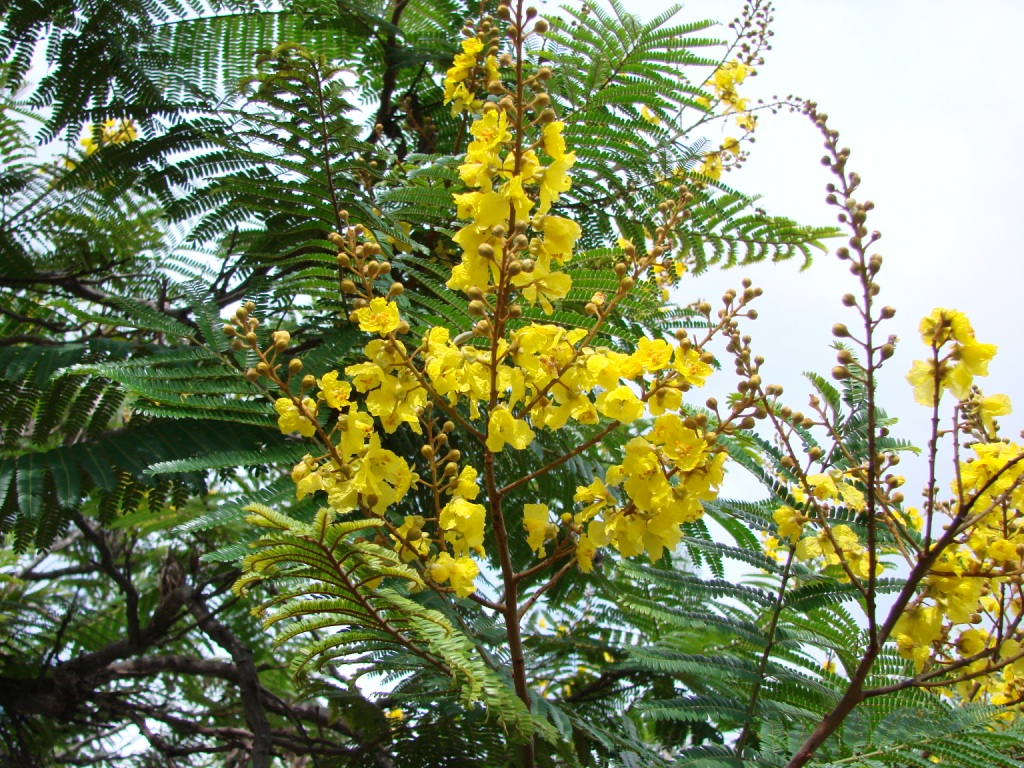
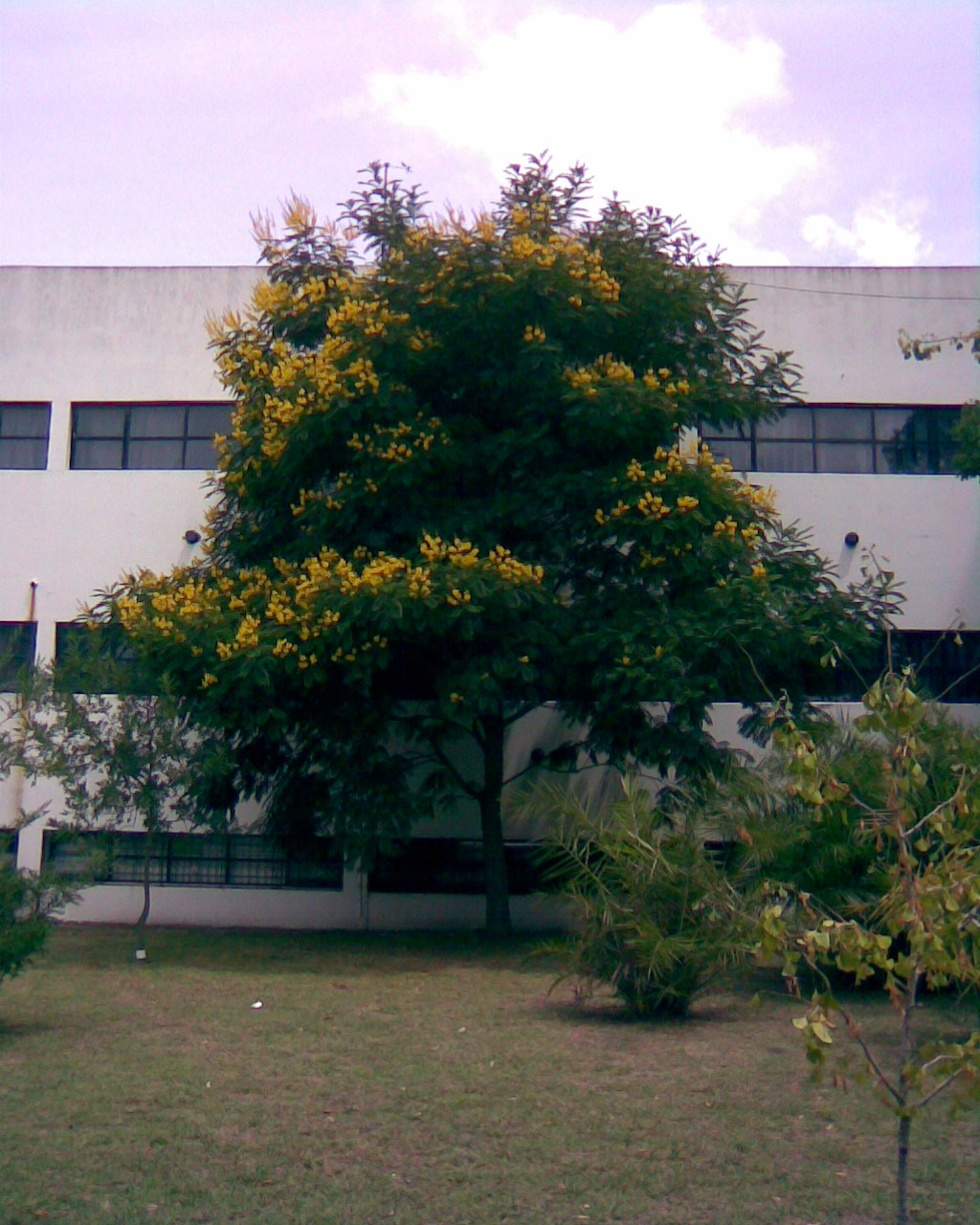
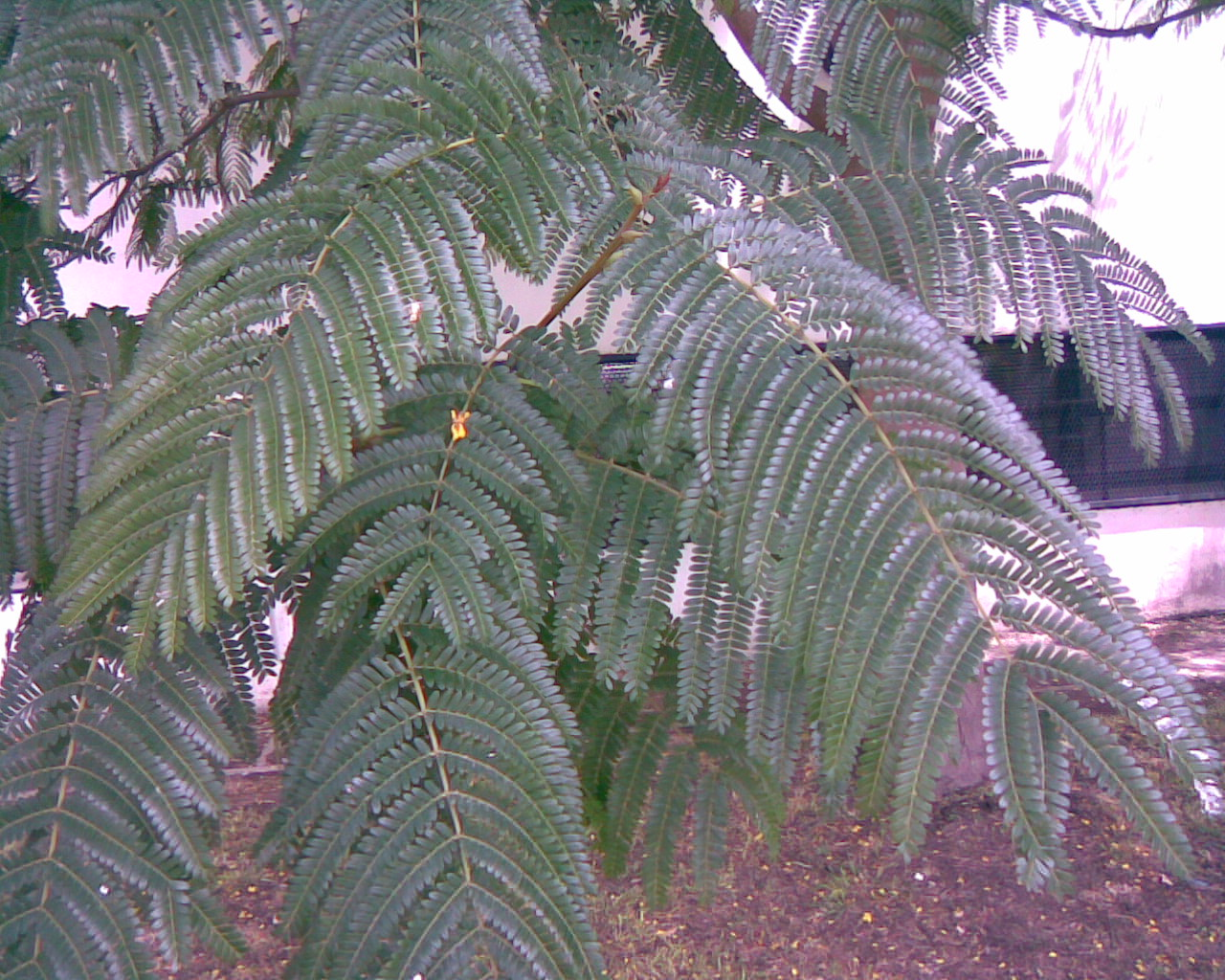
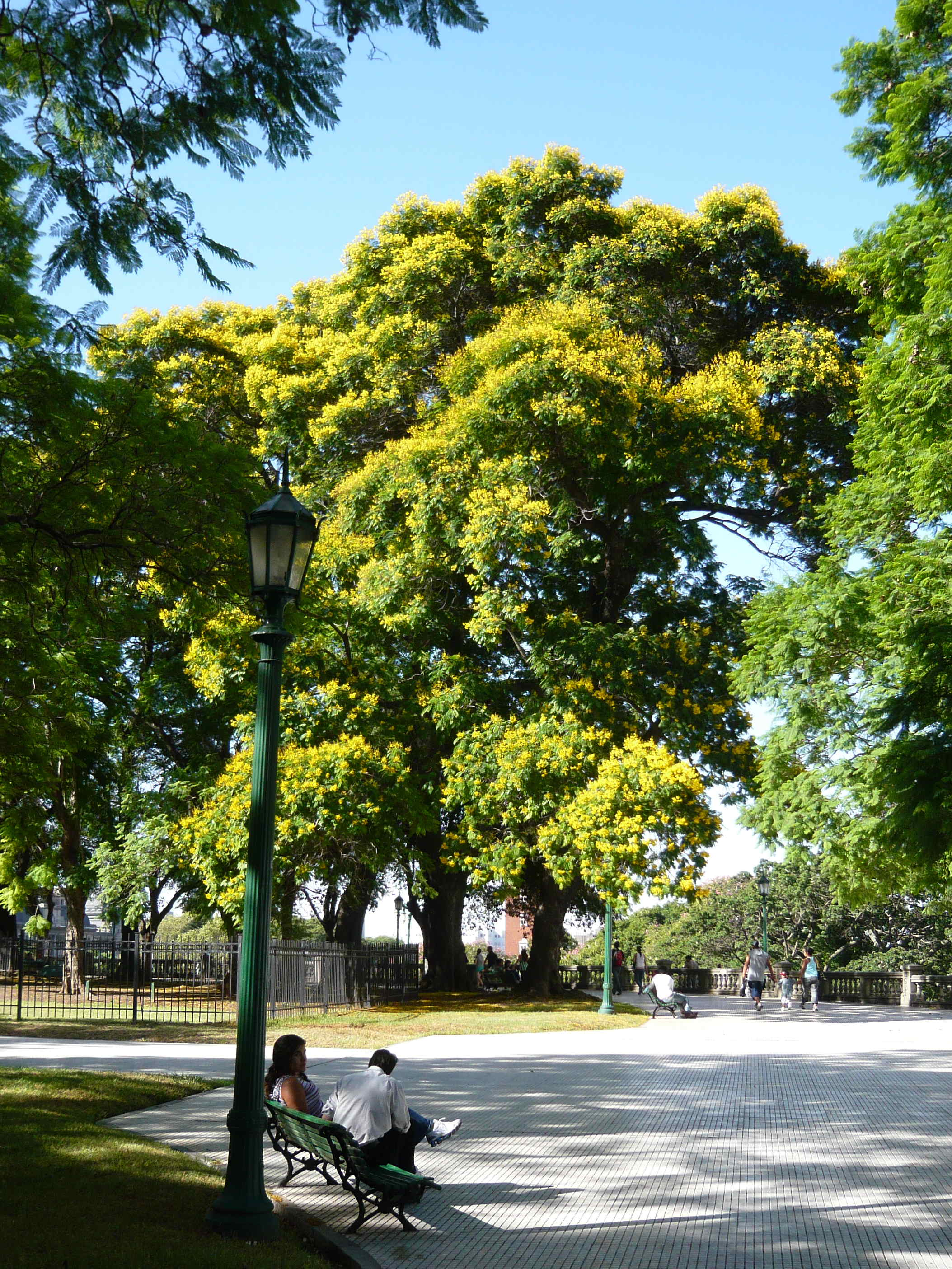
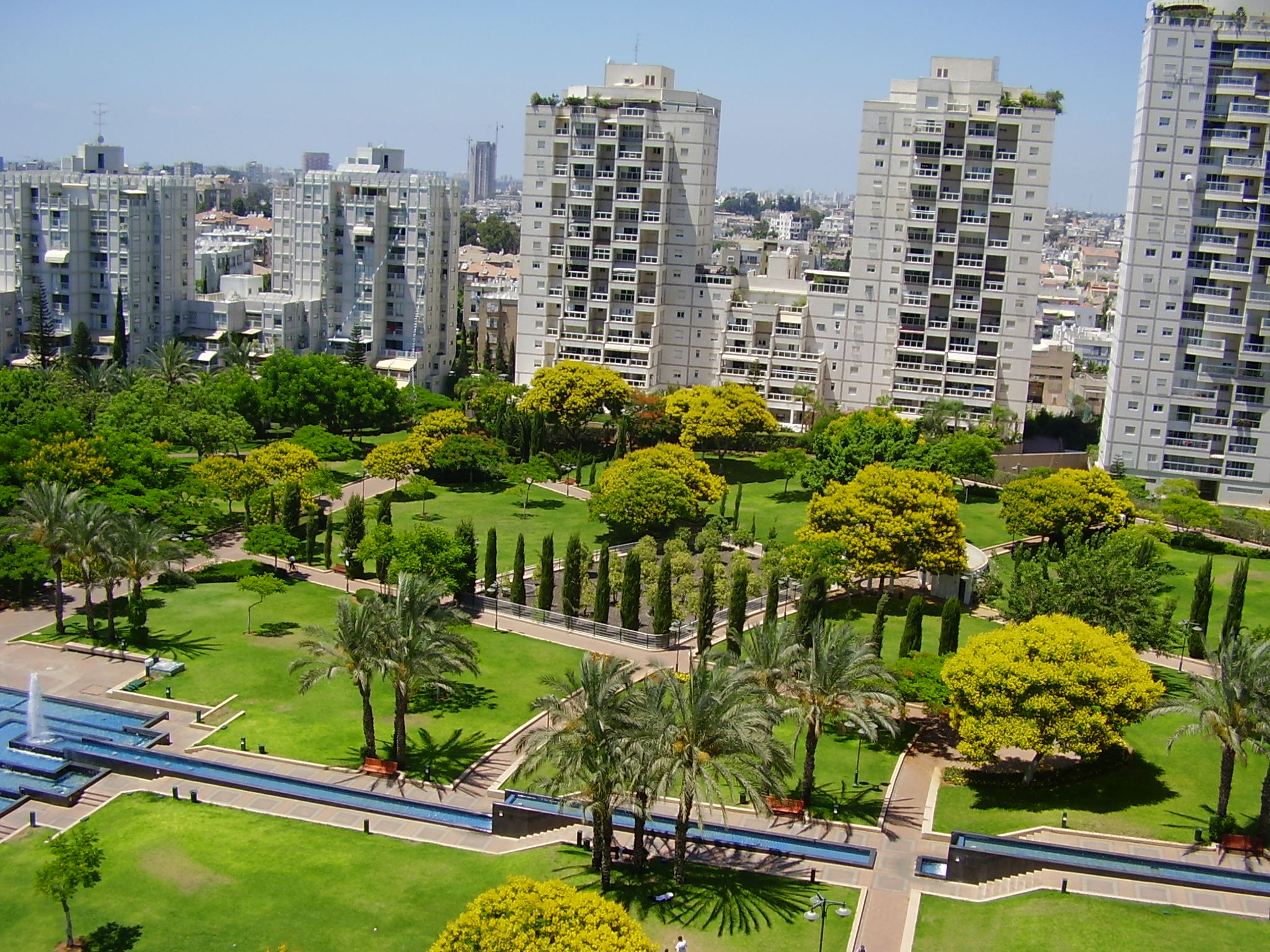
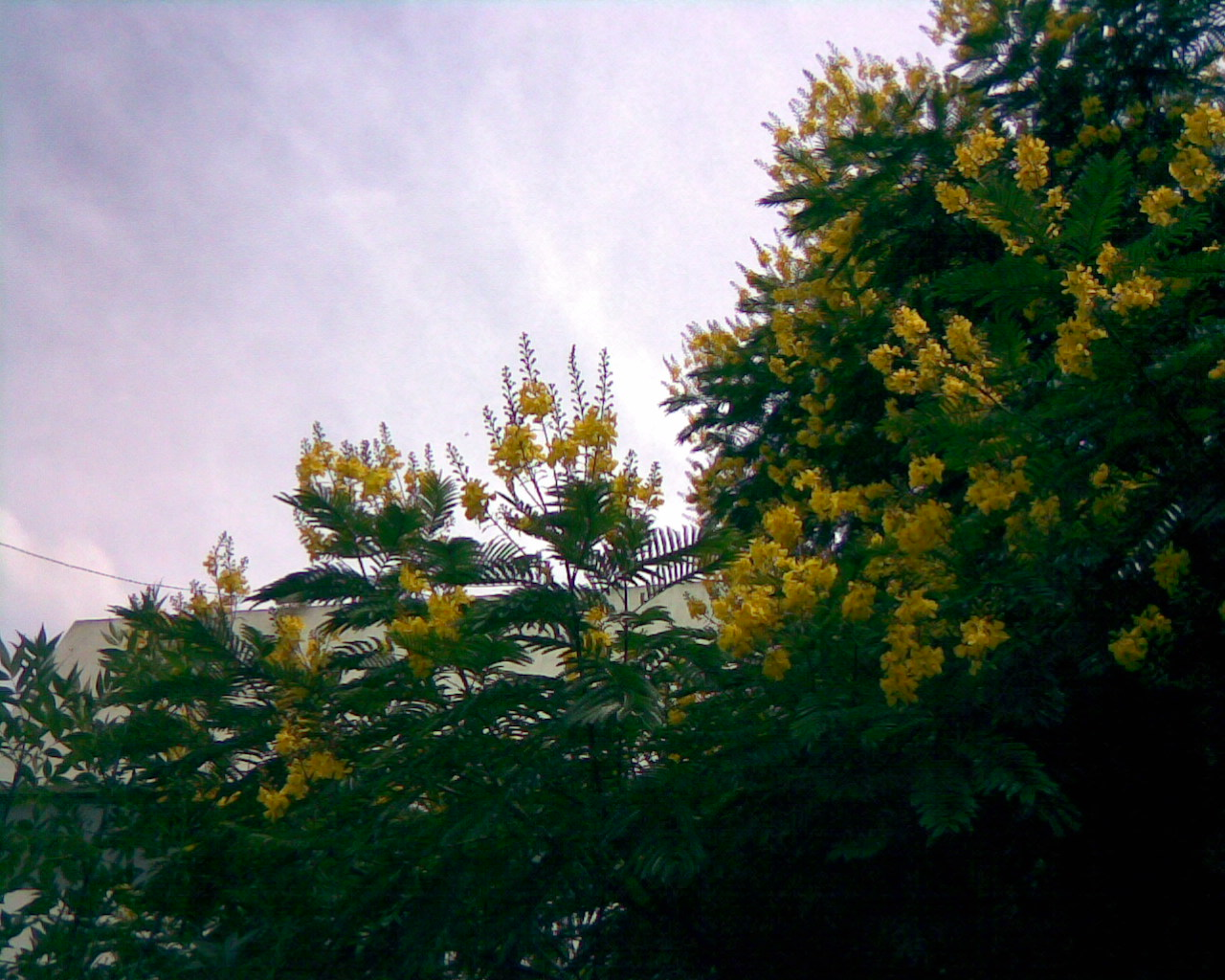